# Krasnoslobodsk
Krasnoslobodsk (Russisch: Краснослободск) is een stad in de Russische autonome republiek Mordovië. De stad ligt 107 km ten westen van Saransk, op de linkeroever van de rivier de Moksja (in het stroomgebied van de Oka).
Krasnoslobodsk is bekend sinds 1571 als tot een ostrog behorende nederzetting en verkreeg de stadsstatus in 1780.
De stad heeft geen spoorverbinding, dichtstbijzijnde stations liggen op 50 en 60 km afstand. De omgeving is een afwisseling van landbouwgrond en bossen.
| 1897  | 1939  | 1959  | 1970  | 1979   | 1989   | 2002   | 2010   | 2017  |
| ----- | ----- | ----- | ----- | ------ | ------ | ------ | ------ | ----- |
| 7.400 | 6.000 | 6.500 | 8.600 | 10.100 | 11.261 | 10.843 | 10.151 | 9.556 |

## Bezienswaardigheden
- Theologische school (uit 1891), nu een middelbare school
- Streekmuseum
- Koopmanshuizen uit de 18e en 19e eeuw
- Nonnenklooster (1810), nu een ziekenhuis
- Kathedraal van de opstanding van Christus

## Afbeeldingen

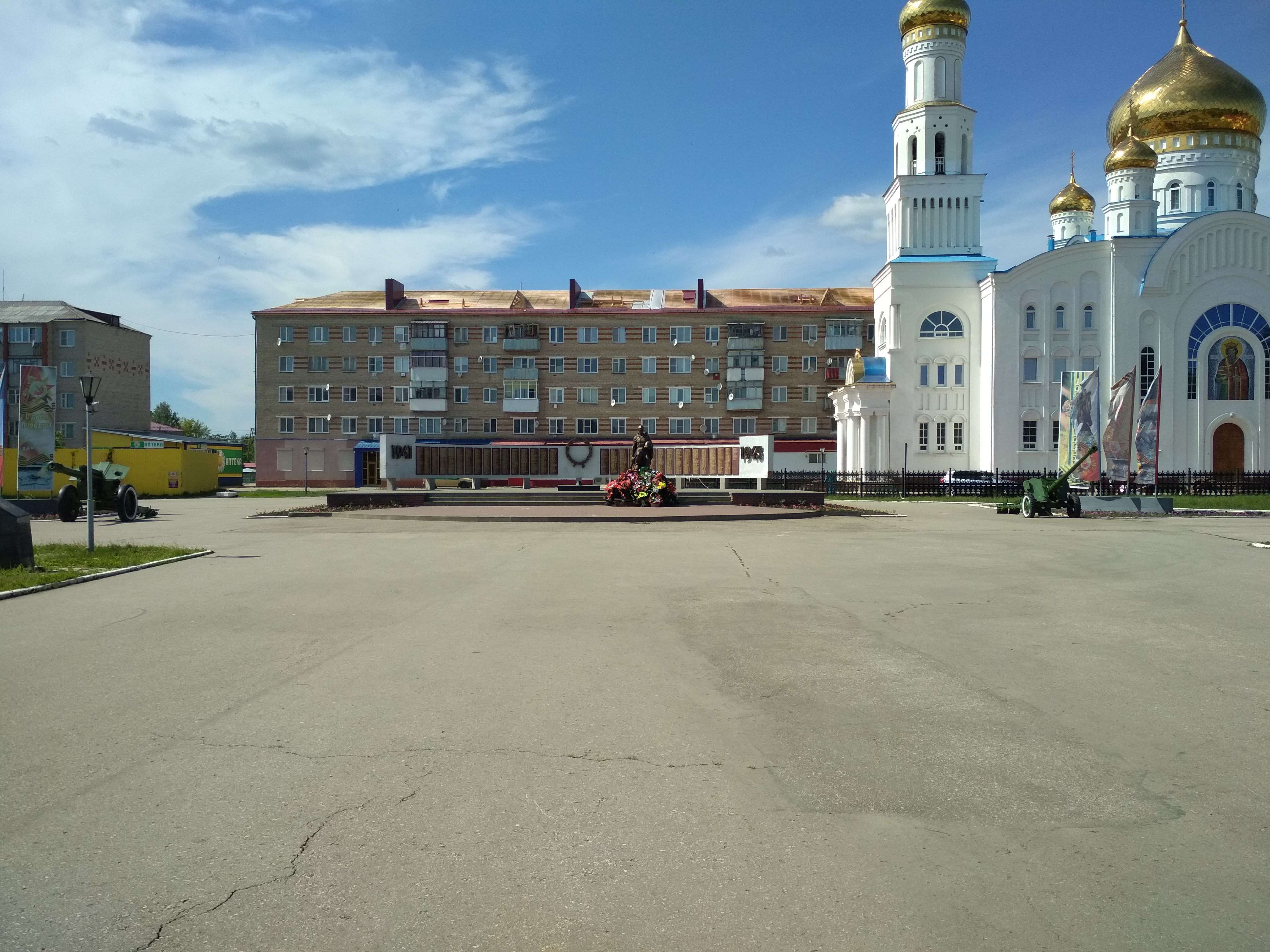
Plein met oorlogsmonument 1941-1945
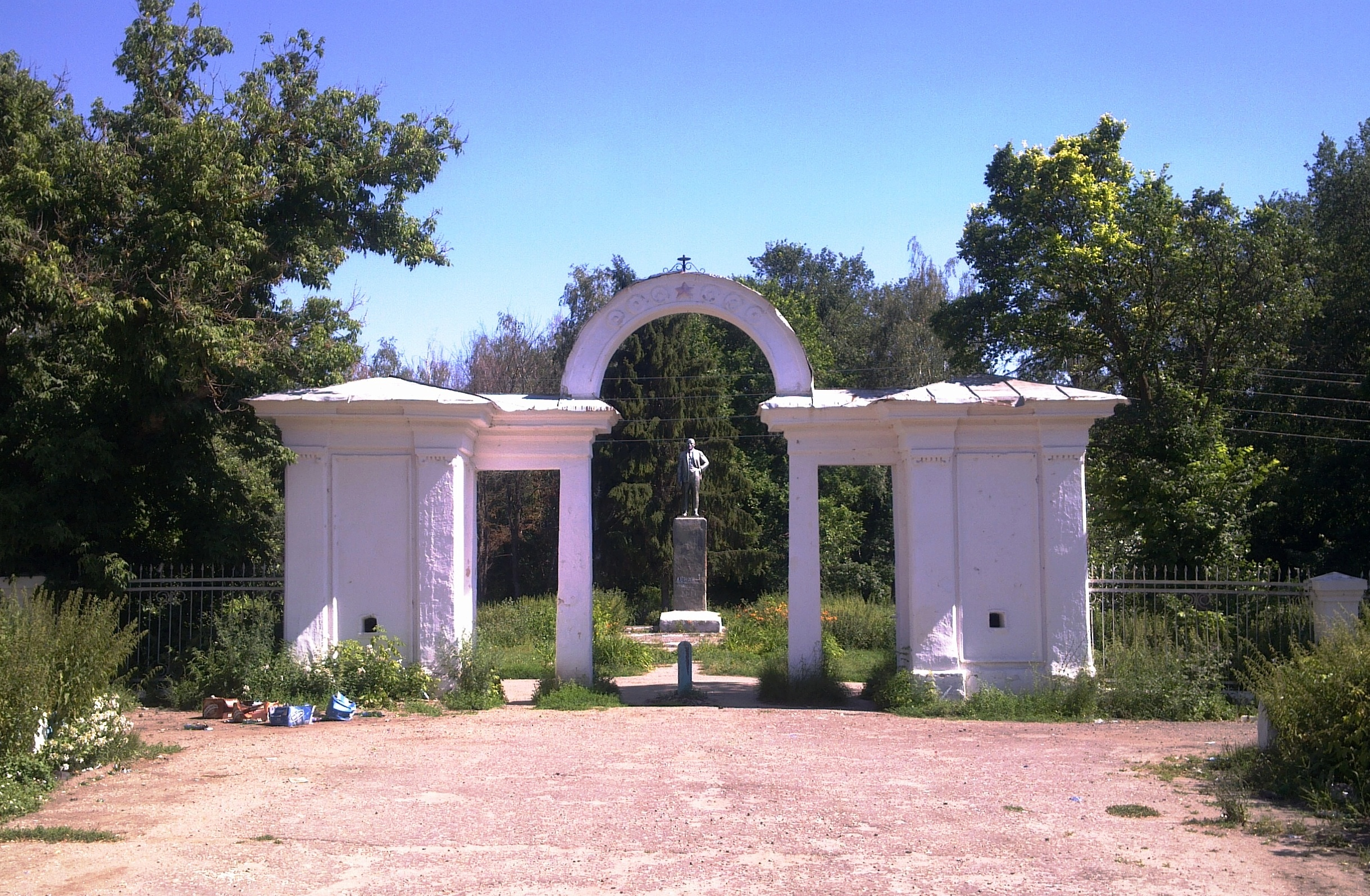
Poort naar stadspark
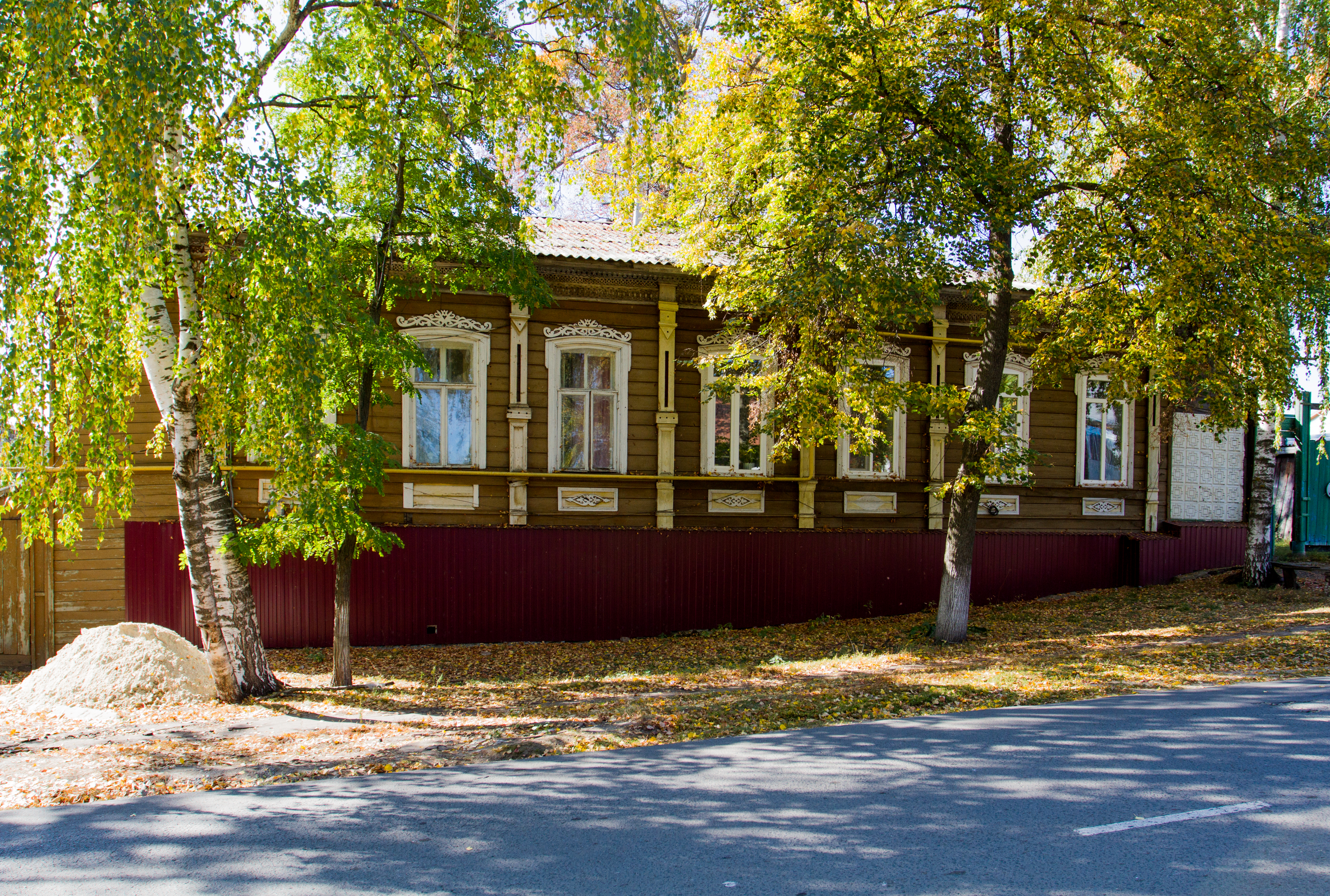
Koopmanshuis Sjelkov
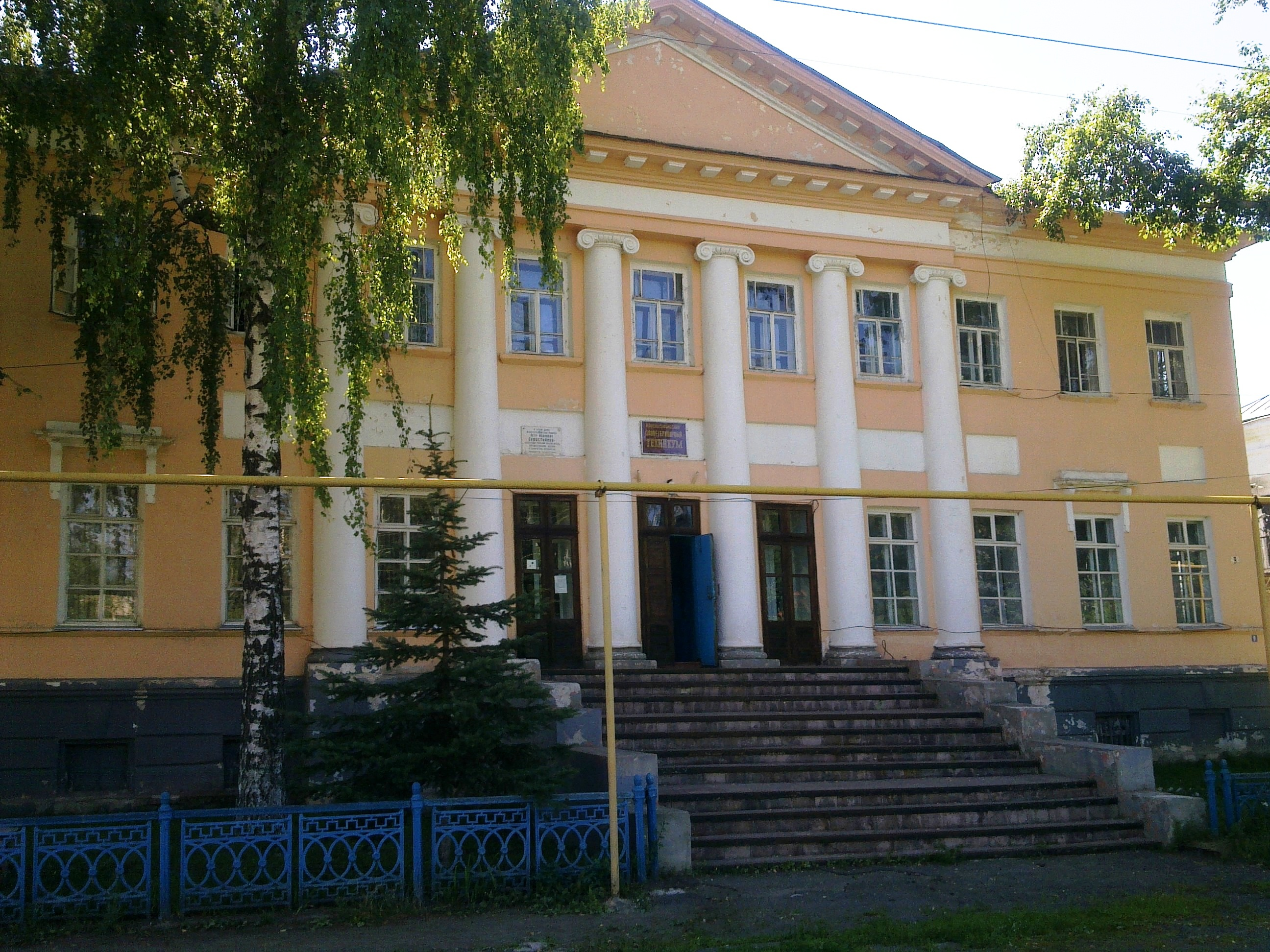
Herenhuis kooplieden Sevastjanov, nu veterinaire school
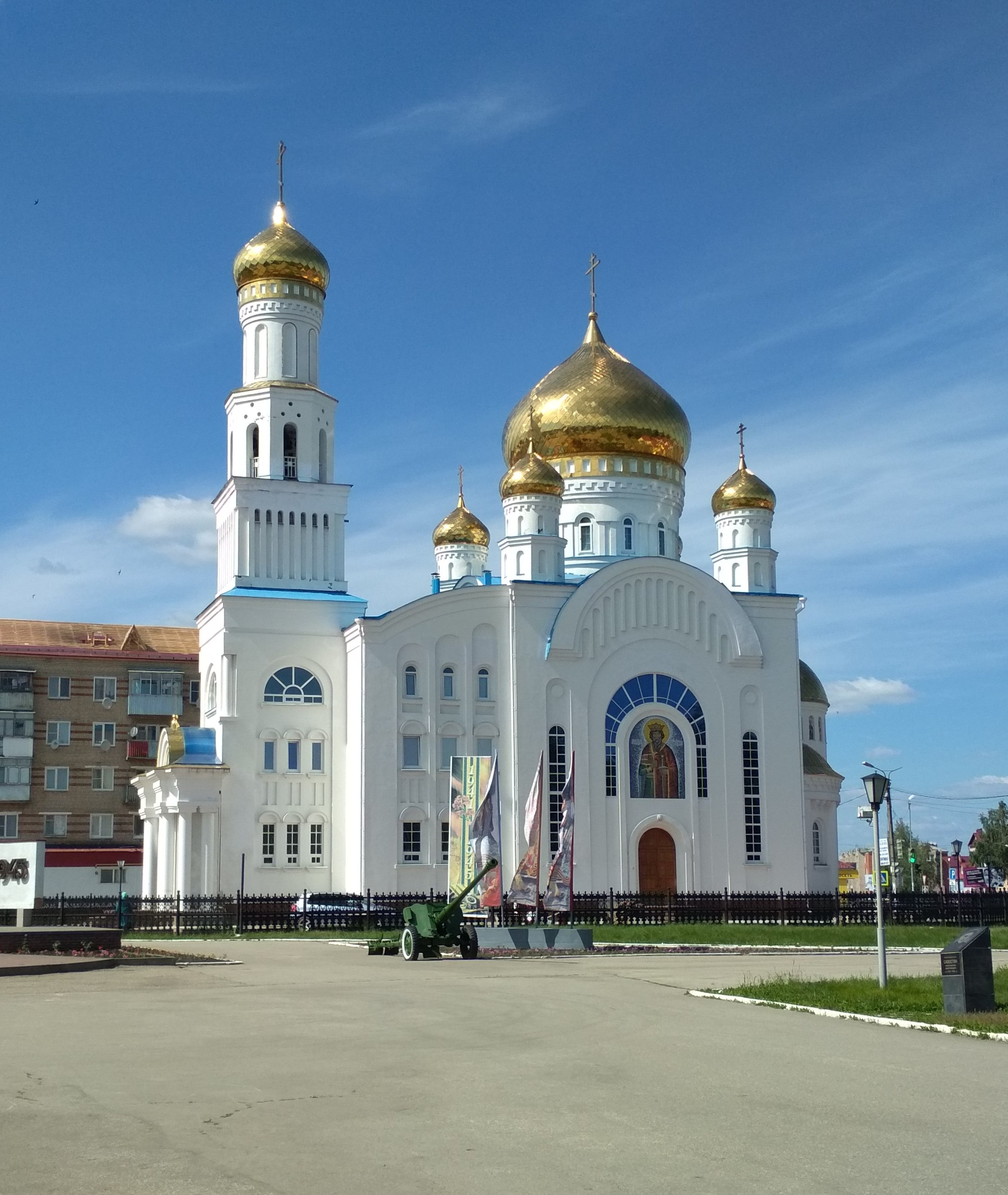
Kathedraal van de opstanding van Christus
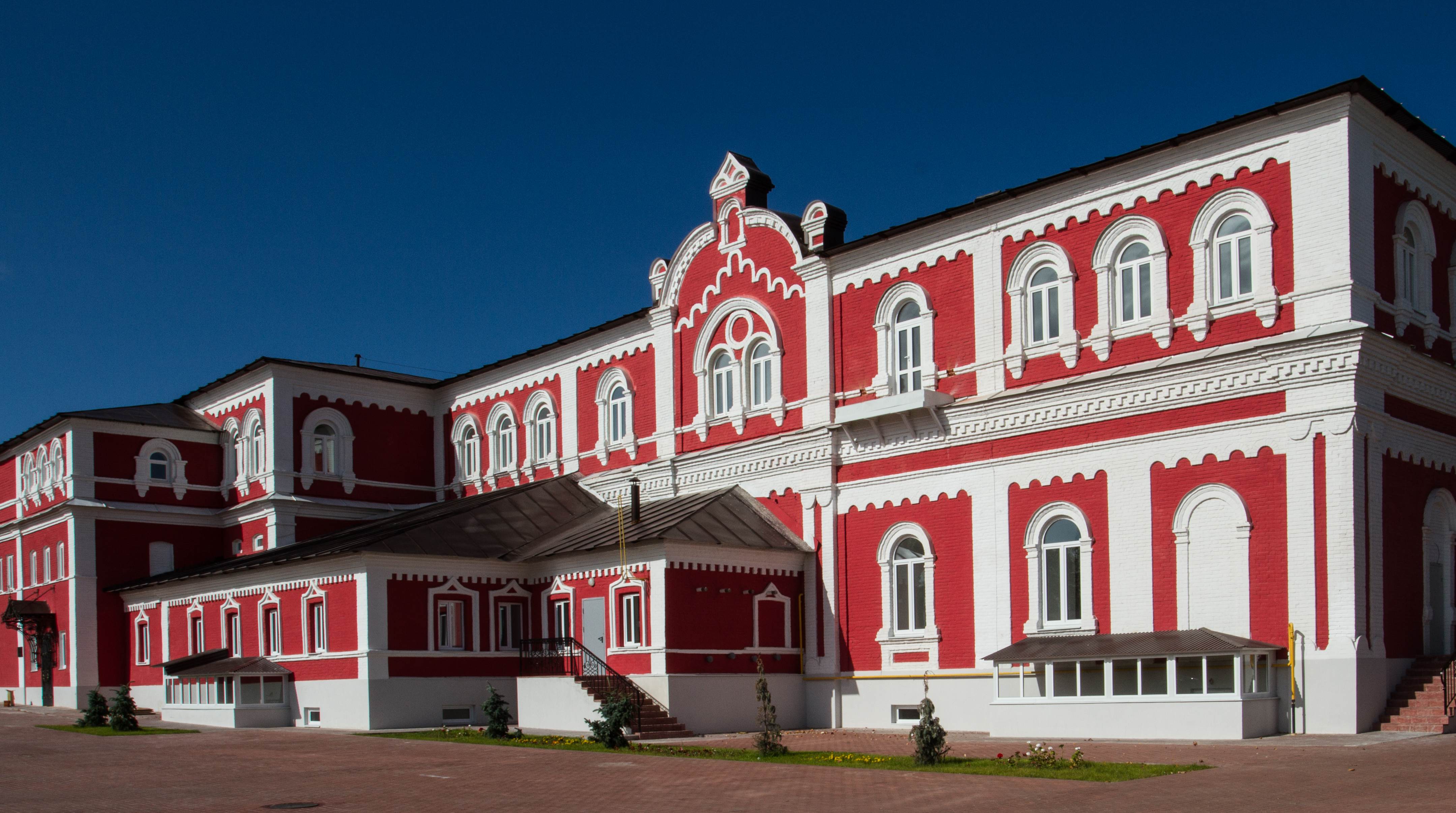
Voormalig nonnenklooster

Bestuurlijk centrum: Saransk

Ardatov · Insar · Kovylkino · Krasnoslobodsk · Roezajevka · Temnikov